# 布加伊夫卡 (奧拉季夫區)
49°18′41″N 29°34′32″E / 49.31139°N 29.57556°E
布哈伊夫卡（烏克蘭語：Бугаївка），是烏克蘭的村落，位於該國西南部文尼察州，由文尼察區負責管轄，始建於1640年，面積1.5平方公里，2001年人口325，人口密度每平方公里216.38人。